# Ваљевска кућа у Тршићу
Ваљевска кућа у Тршићу, која се налази на простору отворене бине на саборишту, назив је за кућу која је поклон Града Ваљево. Кућа као сведок народног градитељства са почетка 20. века је евидентирано културно добро.
Кућа је подигнута 1916. године као породична кућа породице Станојевић из Подгорског села Вујиновача у околини Ваљева. Кућа је озидана са три стране зидом од камена, који се завршава дрвеним рођштиљем-атулом, тако да су основне просторне одлике динарске куће брвнаре задржане. Кућа је пренета, уз надзор Завода за заштиту културе Ваљево, у Тршић 1987. године, за 55. Вуков сабор.
Ентеријер куће је данас прилагођен за музеј Вукових сабора.